# Керничний Геннадій Русланович
Генна́дій Русла́нович Керни́чний (29 січня 1997, с. Слобода-Гулівська — 23 вересня 2024, Харківська область) — український військовослужбовець, учасник російсько-української війни, Герой України.

## Життєпис
Народився 29 січня 1997 в селі Слобода-Гулівська, Вінницька область. У 2013 році закінчив Буковинський військово-спортивний ліцей з відзнакою. Здобув професію бджоляра. Майстер спорту з бойового самбо.
Приєднався до лав ЗСУ наприкінці 2014 року. Пройшов бої в Дебальцевому, Мар'янці, Зайцевому, Щасті.
У 2018 році зазнав складного поранення: довелося ампутувати частину правої ноги. Пройшов реабілітацію, став на протез. У 2019 році на протезі й далі служив, паралельно вступивши на навчання у Кам'нець-Подільський аграрний університет, факультет агрономія.
У 2020 році виборов 1-ше місце у змаганнях «Ігри Героїв» м. Харків.
З перших днів повномасштабного вторгнення захищав Київщину, далі Харківщину, Донеччину і зрештою дістався до Курщини. У місті Бахмут перебував 10 місяців.
2023 рік — 1-ше місце «Ігри Нескорених» м. Львів.

## Нагороди
- Звання Герой України з удостоєнням ордена «Золота Зірка» (2 січня 2025, посмертно) — за особисту мужність і героїзм, виявлені у захисті державного суверенітету та територіальної цілісності України, самовіддане служіння Українському народові[2]
- Орден «За мужність» ІІ ступеня
- Орден «За мужність» ІІІ ст. (17 травня 2019) — за значні особисті заслуги у захисті державного суверенітету та територіальної цілісності України, громадянську мужність, самовідданість у відстоюванні конституційних засад демократії, прав і свобод людини, вагомий внесок у культурно-освітній розвиток держави, активну волонтерську діяльність[3]
- Медаль «За військову службу Україні» (12 серпня 2022) — за особисту мужність і самовіддані дії, виявлені у захисті державного суверенітету та територіальної цілісності України, вірність військовій присязі[4]
- «За пролиту кров в боях за Україну»
- «За взірцевість» ІІ-ІІІ ступеня
- «Іду на ВИ» І ступеня
- «За воїнську доблесть»
- «Воля і мужність»
- «За оборону рідної держави»
- «Учасник АТО»
- «Учасник ООС»
- «За оборону Мар'їнки»
- відзнака командуючого ОТУ «Південь»
- нагородна зброя Glock 17
- Орден Покрови Козацтва
- відзнака «За заслуги перед Вінниччиною»[5][6]